# Mawutzinin
Mawutzinin (Mavutsinin, Mavotsinin) és un demiürg o déu d'algunes cultures indígenes de la regió del Xingu, al Brasil. És una deïtat antropomorfa i inaccessible, sent considerat també el primer home del món. Hauria creat els altres homes i instituït el ritual del quarup.
Mawutzinin hauria estat la causa principal de la creació, deixant-lo més tard per seguir el seu propi curs, però ell ja no interferiria en els esdeveniments. A diferència d'altres religions com el cristianisme, on no s'admet, en la religió del Xingu, un comerç o comunicació personal amb Déu en forma de pregària o invocacions.